# 桑佐 (上比利牛斯省)
桑佐（法語：Sinzos）是法国上比利牛斯省的一个市镇，属于塔布区（Tarbes）图尔奈县（Tournay）。该市镇总面积4.11平方公里，2009年时的人口为139人。

## 人口
桑佐人口变化图示